# Огненная гавайская цветочница
Огненная гавайская цветочница, или апапане (лат. Himatione sanguinea), — гавайский вид воробьиных птиц из трибы гавайских цветочниц (Drepanidini) семейства вьюрковых (Fringillidae), единственный современный в роде Himatione. В последний также включают исчезнувший вид Himatione fraithii Rothschild, 1892.
Встречается в горных и низменных влажных лесах на островах Кауаи, Оаху, Ланаи, Молокаи, Мауи и Гавайи. Рацион птиц состоит из насекомых и нектара цветков растений. Длина тела около 12 см.